# Leave No Trace
Leave No Trace (bra: Sem Rastros) é um filme de drama estadunidense de 2018, dirigido por Debra Granik, com roteiro dela e de Anne Rosellini, baseado no romance My Abandonment, de Peter Rock.
Estrelado por Ben Foster e Thomasin McKenzie, estreou no Festival de Cinema de Sundance e foi lançado nos cinemas pela Bleecker Streetnos em 29 de junho de 2018.

## Elenco
- Ben Foster - Will
- Thomasin McKenzie - Tom
- Jeff Kober
- Dale Dickey
- Alyssa Lynn - Valerie

## Recepção
O filme recebeu aclamação universal da crítica, com elogios às atuações de Foster e McKenzie, e, depois de Paddington 2, foi o segundo filme a ter 100% de aprovação no Rotten Tomatoes.
No Rotten Tomatoes, o filme tem 100% de aprovação com base em 234 críticas, com média de 8,57/10. O consenso crítico do site diz: "Leave No Trace tem uma abordagem eficaz e discreta para uma história potencialmente sensacionalista - e ainda se beneficia do trabalho brilhante de Ben Foster e Thomasin McKenzie". No Metacritic, o filme tem uma pontuação média ponderada de 88 de 100, com base em 44 críticas, indicando "aclamação universal".